# Bibliothèque Forney
La bibliothèque Forney  fait partie du réseau des bibliothèques patrimoniales et spécialisées de la Ville de Paris, ses collections s’étant développées autour des arts décoratifs, des métiers d’art et de leurs techniques, des beaux-arts et des arts graphiques. Elle organise régulièrement des expositions.

## Situation et accès
Elle est située dans le 4e arrondissement de Paris, dans le Marais.

## Origine du nom
Elle tient son nom de Aimé Samuel Forney (1819-1879), un homme d'affaires d'origine suisse particulièrement intéressé par la formation professionnelle et les métiers d’art qui fit un legs à la Ville de Paris pour créer une institution favorisant l'éducation des artisans.

## Historique

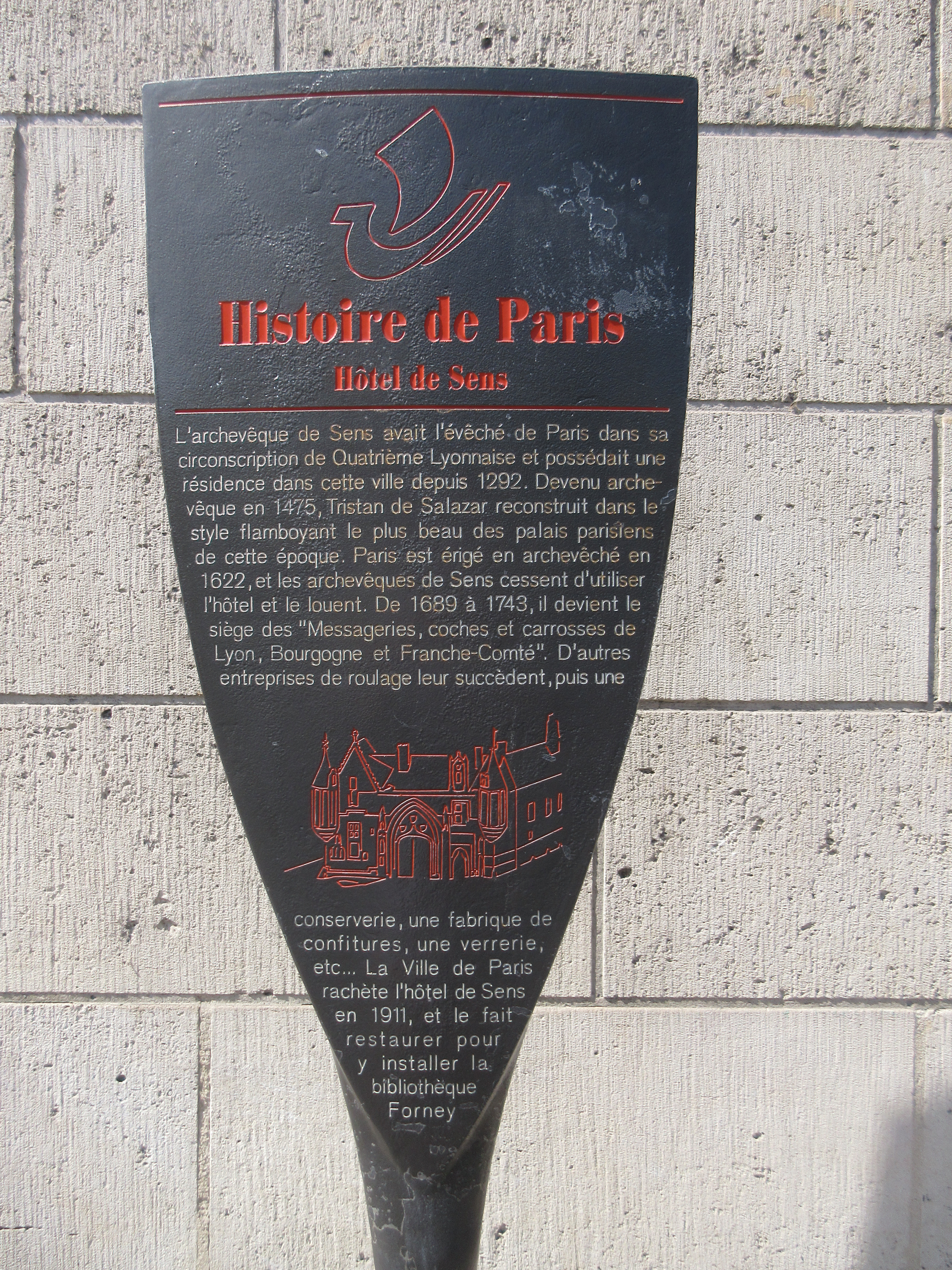
Panneau Histoire de Paris
« Hôtel de Sens »

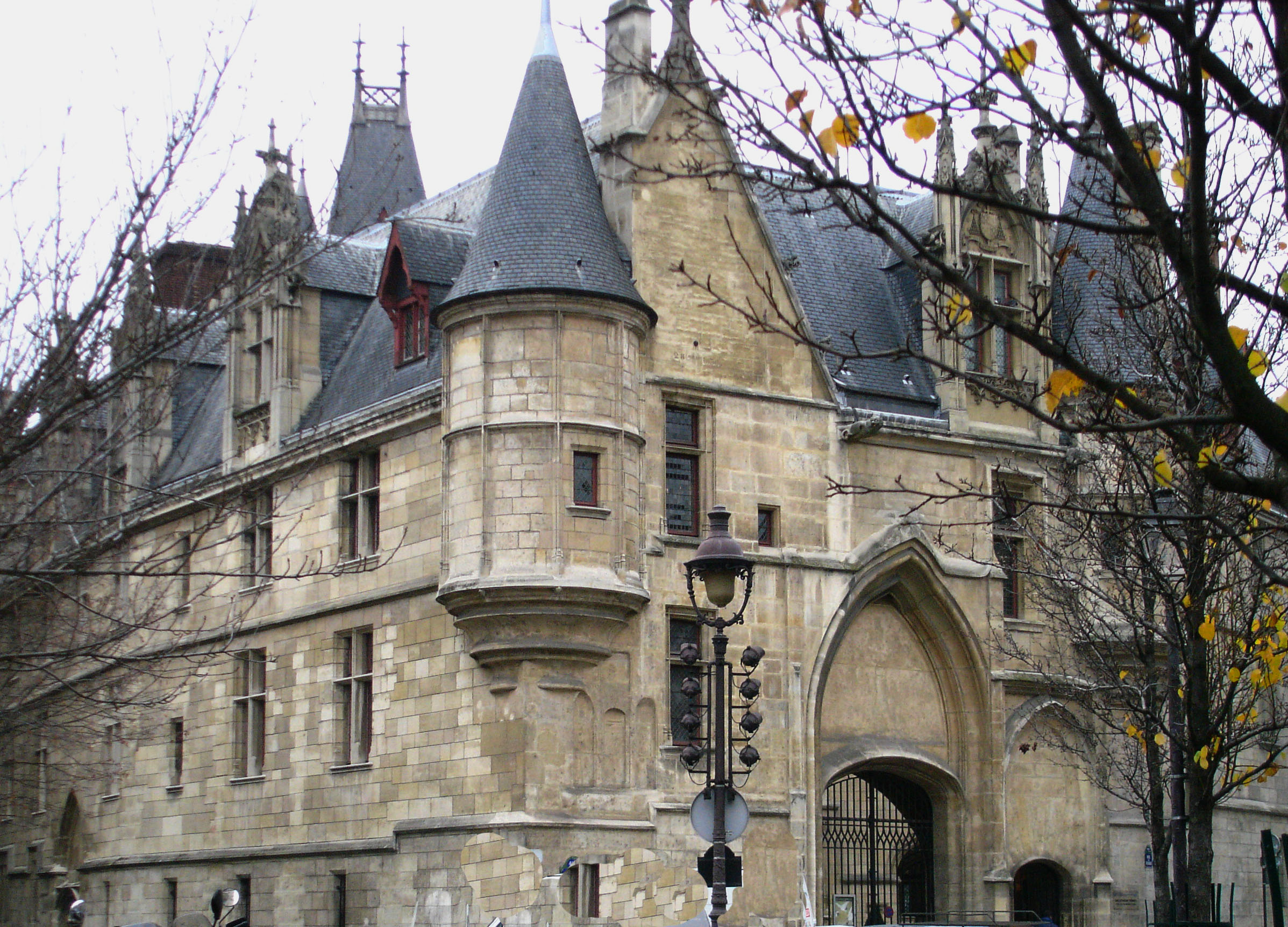
L’hôtel de Sens héberge la bibliothèque depuis 1961.

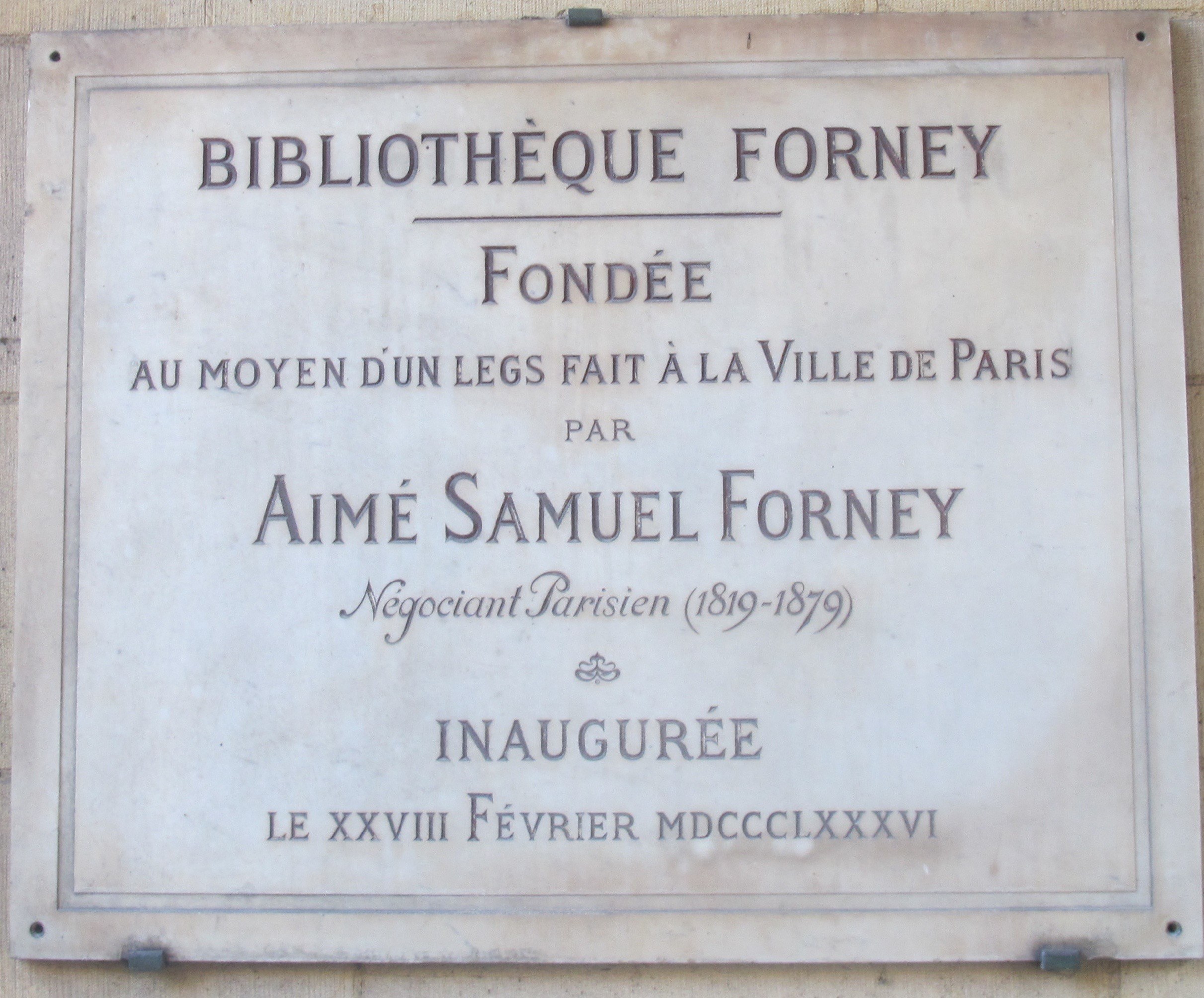
Plaque située à l'entrée de la cour de l'hôtel de Sens.

La bibliothèque a été fondée en 1886 par la Ville de Paris qui fit le choix de créer une « bibliothèque populaire ».  
Installée rue Titon dans le faubourg Saint-Antoine, quartier industriel des 11e et 12e arrondissements de Paris, la bibliothèque offre alors aux ouvriers et artisans désireux de se perfectionner une documentation centrée sur les industries de la décoration, de la pierre, du bois, des métaux, de la céramique et des tissus. Elle propose aussi dès cette époque, y compris en prêt à domicile, une collection d’estampes fournissant aux artistes et artisans des modèles graphiques très variés.
Le succès et la fréquentation de la bibliothèque rendent ses locaux rapidement insuffisants et en 1929, le principe du transfert de la bibliothèque à l’hôtel de Sens est adopté. Cet édifice, construit entre 1475 et 1519, constitue l’un des rares vestiges de l’architecture médiévale civile à Paris. L’installation de la bibliothèque n’intervient cependant qu’après de longs travaux de rénovation, en 1961, sous la direction de Jean-Pierre Paquet, architecte en chef des Monuments historiques, assisté de Roger Maudhuit, architecte ordinaire.
Les collections peuvent alors se développer et s’enrichissent de documents consacrés aux beaux-arts (peinture, sculpture, architecture, dessin, gravure) et aux arts graphiques (en intégrant le fonds de la Bibliothèque des arts graphiques en 2006, auparavant conservé à la mairie du 6e arrondissement de Paris). Elles comportent aussi de nombreux ouvrages étrangers, notamment anglo-saxons, italiens, slaves et chinois. La politique documentaire privilégie actuellement les domaines de la mode et du costume, des arts décoratifs et métiers d'art, l’art des jardins, l’iconographie, l’histoire de l’imprimerie et l'histoire de l'art en général.
Le public de la bibliothèque, traditionnellement constitué d’artisans, s’élargit lui aussi à tout public intéressé par l’histoire de ces arts, et particulièrement aux universitaires des disciplines concernées. La bibliothèque connaît ainsi un fort développement. La Société des amis de la bibliothèque Forney, association créée en 1914, contribue à l’enrichissement des collections et à leur valorisation.

### Liste des conservateurs
- 1884-1908 : Julien Sée
- 1908-1920 : Henri Clouzot
- 1920-1939 : Gabriel Henriot
- 1939-1948: Marie-Louise Arrivot
- 1948-1961 : Jacqueline Viaux - Solange Pons
- 1961-1980 : Jacqueline Viaux
- 1980-1983 : Guy Baudin
- 1983-2004 : Anne-Claude Lelieur
- 2004-2015 : Frédéric Casiot
- Depuis 2015 : Lucile Trunel

## Collections
Les ouvrages sont de plusieurs domaines et types de support :
- 230 000 imprimés, parmi lesquels des recueils d’ornements, des manuels techniques du XIXe siècle et des catalogues raisonnés ;
- 48 000 catalogues d’expositions temporaires et de musées, 46 000 catalogues de ventes publiques d’art de 1750 à aujourd’hui, plus de 50 000 catalogues commerciaux depuis le XIXe siècle (Le Bon Marché, La Redoute, Manufrance, etc.), les catalogues des principaux salons artistiques français et ceux des expositions universelles françaises et étrangères ;
- 4 000 titres de périodiques, notamment dans les domaines des beaux-arts, du graphisme, l’architecture, des arts décoratifs, de la caricature, de la mode et du marché de l’art ; des almanachs du XVIIIe siècle à nos jours ;
- Près de 1000 livres d'artistes, créations contemporaines uniques
- près de 1000 fanzines privilégiant l'expérimentation graphique
- Des collections iconographiques : 30 000 affiches principalement publicitaires de 1880 à nos jours (l’un des trois plus importants en France), une collection de 9 000 échantillons de papiers peints, 400 toiles imprimées du XVIIIe siècle et du début du XIXe siècle, des échantillons de tissus et de dentelles, 7 000 dessins originaux de meubles et décors (Fourdinois, Villeneuve, Maubert), 1,5 million de cartes postales, un fonds d’images populaires (chromolithographies, images d’Épinal, images pieuses, etc.) et de documents publicitaires et commerciaux (étiquettes, menus, jeux…)

## Fonds spécialisés
Les fonds spécialisés sont décrits sur la notice de la bibliothèque Forney du Répertoire du Catalogue collectif de France (BnF).
Le fonds de la Bibliothèque des arts graphiques a été créé grâce au don du typographe et journaliste Edmond Morin (1859-1937) en 1929. Celui-ci voulait offrir une documentation technique et professionnelle aux ouvriers du livre. Les collections sont consacrées à l’imprimerie et à la typographie. Elles sont composées de documents rares : livres, brochures, périodiques et plus de 900 catalogues d’imprimeur illustrés de caractères typographiques et de vignettes. Les collections datent du XIXe siècle et du XXe siècle, la période 1900-1930 étant particulièrement représentée. un ensemble d'archives est répertorié sous l'intitulé Archives de la Bibliothèque des arts graphiques.
Le fonds Peignot a été constitué par donation (C. Peignot, 1976; Jean-Luc Froissart, 2005). Il comprend les archives de la fonderie typographique G. Peignot & Fils (les archives Deberny et Peignot, lacunaires, sont encore à constituer) et divers documents annexes. Il est composé de 36 boîtes d'archives contenant 186 dossiers. On y trouve en particulier l'original du Carnet de Guerre de Georges Peignot, la correspondance entre Georges Peignot et ses frères André, Lucien, Rémy (1897-1914), une copie des Souvenirs manuscrits de Marie Laporte-Peignot, femme de Gustave Peignot (photocopies à l’identique fournies par Henri Levent de la famille Payet), un exemplaire des Souvenirs de famille de Jane Peignot-Tuleu, fille de Georges Peignot (Paris: Deberny,1915), un exemplaire de la monographie de Jean-Luc Froissart L’or, l’âme et les cendres du plomb. L'épopée des Peignot, 1815-1983 (Paris: Librairie Têkhnê, 2005). De nombreuses copies d’articles de revues (1890-1910) sont également disponibles.

## Bibliothèque numérique
La bibliothèque Forney numérise régulièrement ses collections : affiches, papiers peints, cartes postales, photographies, périodiques, catalogues d'exposition du début du XXe siècle, catalogues commerciaux. Ces numérisations sont mises en ligne sur le catalogue des bibliothèques spécialisées, où l'on peut consulter par exemple :
- Plus de 6500 affiches
- 300 catalogues commerciaux
- 3700 papiers peints
- Catalogues d'exposition
- Dessins originaux de mobilier, Fonds Fourdinois

Les livres, catalogues et périodiques sont numérisés par reconnaissance optique de caractères, ce qui permet une interrogation textuelle. Les fichiers sont téléchargeables aux formats JPG, PDF et textuel.

## Expositions et publications
Des expositions consacrées à la mise en valeur des collections de la bibliothèque et à la promotion des métiers d’art sont organisées ou accueillies à l’Hôtel de Sens. Elles sont annoncées sur le site Que faire à Paris. De nombreuses expositions sont consacrées aux affichistes tels Villemot, Jossot ou Jacques Auriac. Elles donnent souvent lieu à la publication de cartes postales et de catalogues (les catalogues d'expositions d'affiches étant publiés dans la collection Affichistes). Des bibliographies thématiques sont également proposées. Ces activités reçoivent le soutien de la Société des Amis de la Bibliothèque Forney, qui participe au rayonnement de l’établissement.

### CollectionAffichistes
- André Wilquin (1991) ;
- Raymond Gid (1992) ;
- Jacquelin (1993) ;
- Derouet (1994) ;
- Mercier (1995) ;
- Brenot (1996) ;
- Morvan (1997) ;
- Ogé (1998) ;
- Jacques Nathan-Garamond (1999) ;
- Colin (2000) ;
- Raymond Savignac (2001) ;
- François (2003) ;
- Jacques Auriac (2005) ;
- Francisque Poulbot (2007) ;
- Michel Quarez (2009) ;
- Jossot (2011) ;
- Villemot (2012)

### Expositions organisées depuis 1963
1963
- Papiers peints anciens
- Affiches 1900
- Artisans de Paris

1965
- Centenaire des bibliothèques municipales parisiennes, 1865-1965
- Les Meilleures jaquettes de livres allemands en 1964
- Présence des métiers (à travers les techniques, les formes, les matériaux, les couleurs)

1966
- Lithographies de Jean Carzou
- Décors insolites chez Tristan de Salazar
- Études et réalisations récentes des divers cours et ateliers de l'École Boulle
- Publications récentes de l'École Estienne
- Poésie de l'Île Saint-Louis]
- Terre et laine
- Un maître de l'art nouveau, Alphonse Mucha

1967
- Atlas de Paris et de la Région Parisienne
- Collection Mertle (Photogravure)
- Chaussettes et bas des paysans turcs
- André Lhote

1968
- Hommage à Paris : Serge Belloni
- Cent photographies japonaises
- Du pot de terre à la boîte de métal, petite histoire du conditionnement à travers les âges
- Aspects de la tapisserie figurative contemporaine

1969
- Collection Degaast-Rigaud
- Bouquets japonais
- Gabriel Fournier et ses amis

1970
- L'Art populaire en Macédoine
- L'Art floral
- L'Art 1900 et les Ballets suédois
- Jean Picard Le Doux

1971
- Le Batik à travers l'expérience de Jérôme Wallace
- La Fleur dans le décor et le costume 1900
- Coiffes et costumes turcs
- Dix peintres et le livre

1972
- Les techniques de fabrication du livre
- Œuvres d'art restaurées des Églises parisiennes
- Art graphique contemporain en Finlande

1973
- Artisans et créateurs
- L'Art secret des illusionnistes
- Ambre en Lituanie
- Histoire de l'Hôtel de Sens et de la Bibliothèque Forney

1974
- La céramique impressionniste
- Le Prêt à paraître
- Pantosh Théâtres : marionnettes
- L'Escalier de la nuit
- Regard sur la matière : Pierre Mathieu

1975
- L'Arbre
- Noël dans le monde : concours floral
- Jean's expo
- Projets et maquettes de la fondation Stafor
- 100 ans d'affiches : variations sur la mode et les parfums
- Peinture à la craie - Margall

1976
- Les métiers du métal, les arts du métal
- Dessins et travaux d'aujourd'hui
- Trésors et histoire de la pipe à tabac
- Métiers et cris de Paris au XVe siècle
- Un peintre et son auteur
- Tapisserie nouvelle

1977
- Tissage contemporain
- Documents précieux sur la Chine et le Japon
- Art populaire de la Suède méridionale aux XVIIIe et XIXe siècles à travers les collections du Musée des arts et traditions populaires Kulturen de Lundl
- Tapisserie

1978
- Céramique contemporaine
- 150 ans de mode
- Georges Meunier, affichiste
- Albums photographiques édités par Blanquart-Evrad 1851-1855
- Cinquante métiers d'hier, d'aujourd'hui et de demain

1979
- La caricature et la presse satirique 1830-1918
- Miniatures arméniennes du Matenadaran
- Quelques héros de l'enfance au pays de leurs images
- Werner Epstein

1980
- Vannerie du monde
- Documents précieux de la Bibliothèque Forney
- Jean d'Ylen : exposition
- Broderie et tapisserie à l'École supérieure des arts appliqués Duperré : créations, techniques et réalisations

1981
- Surfaces, volumes, matières
- Les moyens de transports dans les collections de la Bibliothèque Forney
- Arts traditionnels de la fête chinoise
- L'encadrement, techniques et réalisations

1982
- Puyo et la révolte pictorialiste
- Patchworks du monde - Quilts contemporains
- Objets - réalismes dans l'affiche suisse 1905-1950

1983
- Paul Iribe, 1883-1935, précurseur de l'art déco
- Ateliers de l'ADAC
- L'Exotisme oriental dans les collections de la Bibliothèque Forney

1984
- Histoire de la photographie hongroise : 1900-1945
- Côté jardin : l'art des jardins dans les collections de la Bibliothèque Forney
- Un demi-siècle de reliures d'art contemporain en France et dans le monde
- Des outils et des hommes

1985
- 20 sculpteurs et leurs fondeurs. Hommage à la fonderie
- François Kollar : La France travaille, regard sur les années 30
- Laques contemporaines
- Du nœud aux nouages... macramé

1986
- Cours du soir, Beaux-Arts de la Ville de Paris
- Hommes de verre : verriers français contemporains
- Tolmer : 60 ans de création graphique dans l'île Saint-Louis
- La France de 1886 : centenaire de la Bibliothèque Forney

1987
- Pages d'or de l'édition publicitaire, 1900-1950
- La Biennale de bijoux contemporains
- Joyaux des rues : rétrospective de la plaque émaillée publicitaire française
- Négripub : l'image des noirs dans la publicité depuis un siècle

1988
- Lever de rideau. Les Arts du spectacle en France dans les collections de la Bibliothèque Forney
- L'Affiche japonaise 1986-1988
- Images en jeu, illustrations pour la jeunesse en France
- Le Patchwork en France, École Sophie Campbell

1989
- Célébrités à l'affiche
- 17 articles pour 89
- Aubusson 1989
- Hergé, dessinateur

1990
- Les Amoureux à l'image
- 2 000 ans de peinture décorative, de Pompéi à la Grande Arche
- Artisans d'Israël

1991
- Marqueterie de paille
- André Wilquin : publicités
- Livre, mon ami. Lectures enfantines
- La dentelle à travers le monde

1992
- Rayon lingerie
- Raymond Gid
- Patchworks et quilts contemporains

1993
- Grain de beauté : un siècle de beauté par la publicité
- Cours Beaux-Arts de la Ville de Paris
- Jean Jacquelin, affichiste et dessinateur publicitaire
- Art textile des Mayas

1994
- Fil de fer
- Le Plumeau, la Cocotte et le Petit Robot
- Derouet et son atelier : affiches et publicités
- Maisons de poupée d'aujourd'hui

1995
- Une aventure de papier peint : la collection Mauny
- Instruments de musique du monde
- Jean-A. Mercier : affichiste, cinéma et publicité
- Le Galuchat

1996
- Céramique contemporaine
- Et aussi des crayons...
- Brenot affichiste

1997
- Le premier âge d'or de l'affiche russe, 1890-1917
- Hervé Morvan affichiste
- L'Écaille
- Biennale du lin contemporain

1998
- L'Apéritif - Affiches et réclames-
- Eugène Ogé, affichiste : 1861-1936
- La poupée aujourd'hui, un art vivant

1999
- De Bébé Cadum à Mamie Nova, un siècle de personnages publicitaires
- Artifil : exposition des quilts et textile français contemporains
- Jacques Nathan Garamond, affichiste et graphiste
- Aime... comme mosaïque
- Tant qu'il y aura du linge - Lavage et repassage, un siècle de tradition

2000
- Le cadre à travers les siècles
- Jean Colin, affichiste

2001
- Savignac affichiste
- Paris et Charles V
- Maggie Salcedo
- Grand comme un mouchoir

2002
- Questions d'étiquettes : 1 001 étiquettes de 1830 à nos jours
- Grands maîtres de l'art populaire du Mexique

2003
- André François. Affiches et graphisme
- Tableaux Kuna. Les Molas, un art d'Amérique
- Feel free, art textile contemporain en toute liberté

2004
- Le bon motif - Papiers peints, tissus des collections de la Bibliothèque Forney
- Itinéraire d'un fil - De l'art de la tapisserie à la fibre
- Métamorphose du livre - Livres d'artistes, livres objets, livres uniques

2005
- Jacques Auriac affichiste
- Dans la gueule du loup - Regards croisés sur Le Petit Chaperon rouge
- La laque contemporaine : un art de lumière
- Trésors de ferveur : Reliquaires à papiers roulés des XVIIe, XVIIIe et XIXe

2006
- Les Vacances, un siècle d'images, des milliers de rêves 1860-1960
- Les Paravents contemporains
- Brosses - 2 000 brosses à travers les âges et les cultures

2007
- Francisque Poulbot affichiste
- Échanger le monde, Alexandre Vattemare (1796-1864)

2008
- Perrette et le tracteur - La Paysan dans la publicité
- Photochromes
- Le Petit Écho de la Mode

2009
- Quarez affiches
- Un ciel, un monde - le cerf volant
- Voyage en couleurs 1876-1914

2010
- Cent pour cent Bande dessinée
- Broderie et Art contemporain

2011
- Gaz à tous les étages
- Henri-Gustave Jossot

2012
- Villemot, peintre en affiches
- Kimonos d'enfants : collection de Kazuko Nakano
- Artextures

2013
- L'Histoire de France racontée par la publicité (affiches de Bofa, Cappiello, Carlu, De Feure, Grasset, Lemmel, Misti, Ogé...)[9]
- Au fil des marquoirs
- Marie-Claire Hubert - Papiers dominotés, reliure
- Précieux Passages, Bijoux contemporains

2014
- Les mots en quête d'images
- Histoire(s) de cuillères

2015
- Indigo, un périple bleu

2017
- Mode & Femmes 14/18

2018
- Loupot Peintre en affiche

2019
- Jacqueline Duhême, une vie en couleurs: de Matisse à Prévert
- Nourrir Paris, une histoire du champ à l'assiette

2020
- Divertissements typographiques, deux siècles de création

2021
- Laques, regards croisés
- Yvette de La Frémondière
- Le siècle des poudriers : la poudre de beauté et ses écrins

2022
- Géo-Fourrier, voyageur et maître des arts décoratifs

2023
- Jeanne Malivel 1895-1926 une artiste engagée

2024
- Paris 1924, la publicité dans la ville[10]